# Улица Петровка
Улица Петро́вка — одна из основных и самых старых улиц центра Москвы. Расположена в Центральном административном округе города на территории Тверского района. Проходит от Театральной площади (начало нумерации домов) до Среднего Каретного переулка.
Своё название улица получила по Высоко-Петровскому монастырю, основанному в конце XIV века. Название «Петровка» употребляется с начала XVII века и с тех пор ни разу не менялось, что считается редкостью для исторических улиц центра Москвы. В XVIII веке улица стала интенсивно застраиваться — во второй половине века здесь появились особняки московской знати. В XIX веке Петровка стала одной из главных торговых улиц Москвы. Несмотря на ряд перестроек XX века, изменивших архитектурный ансамбль улицы, на Петровке сохранилось много примечательных исторических зданий.

## Описание

Радиальные улицы западной части центра Москвы на плане 1856 года (против часовой стрелки): Петровка и Каретный Ряд, Большая и Малая Дмитровка, Тверская, Никитская, Воздвиженка и Арбат, Волхонка и Пречистенка

Улица Петровка идёт с юго-востока на северо-запад между улицами Неглинная и Большая Дмитровка. На начальном участке пересекается с улицей Кузнецкий Мост, ближе к концу пересекает Бульварное кольцо на площади Петровские Ворота между Страстным и Петровскими бульварами. После небольшого участка за Бульварным кольцом переходит в улицу Каретный Ряд. Границей Петровки и Каретного Ряда служат Успенский и Средний Каретный переулки. На улицу выходят Дмитровский, Столешников, Петровский (слева) и улица Петровские Линии, Рахмановский, Крапивенский, 2-й Колобовский переулки (справа).

## История

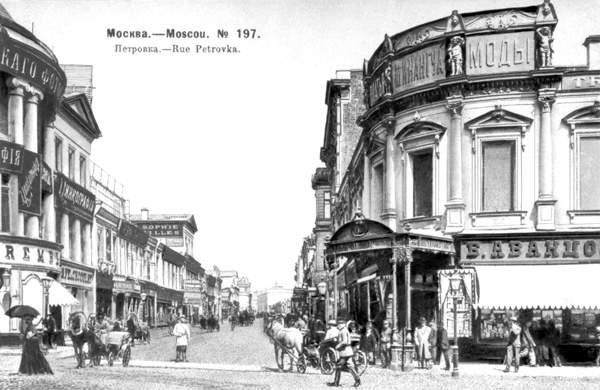
Петровка в начале XX века. Вид с перекрёстка с Кузнецким Мостом. Справа — Доходный дом Воронцовой — Евдокимова — Шориной (№ 6)

Улица сформировалась как дорога от Троицких ворот Кремля в сторону села Высокого и расположенного возле него Высоко-Петровского монастыря. Село Высокое получило своё название по высокому берегу реки Неглинной. Позднее дорогу продлили до села Сущёва (в районе современного Сущёвского Вала). В XVII веке вся улица от Кремля до Земляного вала получила название «Петровка». В 1793 году начальная часть улицы была преобразована в площадь Охотный Ряд, в 1817 году следующий участок — в Петровскую площадь, позже переименованную в Театральную. В тот же период Петровка «потеряла» и заключительную часть, получившую название Каретный Ряд.
К правой стороне начального участка улицы примыкала «пушечная» и «кузнецкая» слобода. Чуть дальше от центра селились столешники (ткачи). Слободская топонимика сохранилась в названиях прилегающих к Петровке улиц: Пушечная улица, Кузнецкий Мост, Столешников переулок. Напротив Петровского монастыря располагалась монастырская работная слобода. В 1620 году слобода столешников построила на Петровке приходскую церковь Рождества Богородицы.
До середины XVIII века из-за частых разливов протекавшей к востоку от улицы реки Неглинной застраивалась лишь левая часть улицы (за исключением Петровского монастыря), затем был плотно застроен и квартал между Петровкой и современной Неглинной улицей.

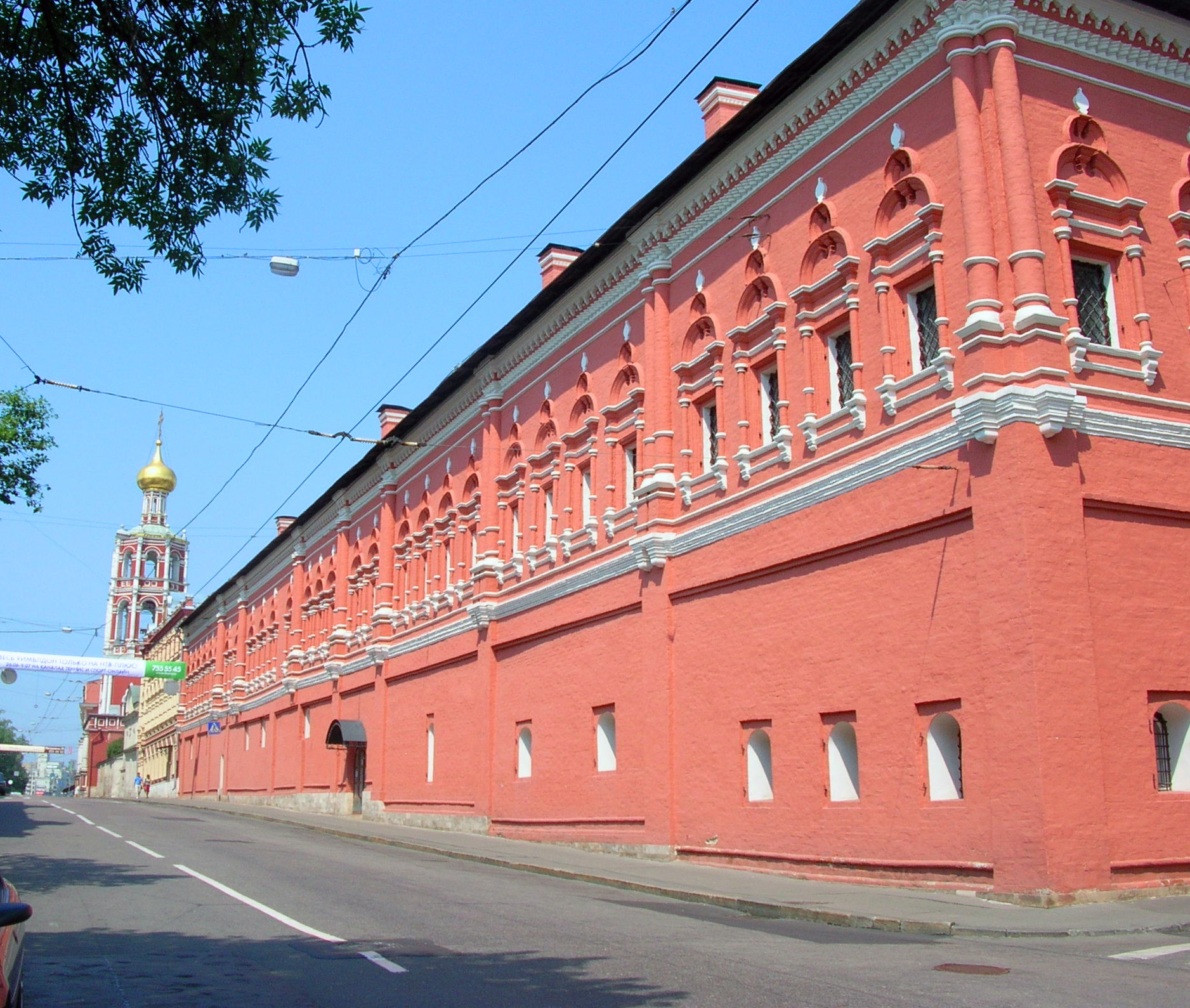
Высоко-Петровский монастырь

Начиная со второй половины XVIII века на Петровке начинают появляться владения знати: двор князя В. Ф. Сибирского (напротив Большого театра), усадьба Воронцовых-Раевских, усадьба князя Щербатова, владение Бутурлиных. В 1790 году М. Ф. Казаков полностью перестроил усадьбу купца Губина.
В 1824 году в начале улицы было построено современное здание Большого театра.

В XIX веке Петровка приобрела славу одной из главных торговых улиц Москвы. Здесь торговали, в основном, одеждой и предметами роскоши. Большинство магазинов и лавок принадлежали иностранцам. В конце века на правой стороне улицы были построены два больших здания (№ 18-20), в нижних этажах которых располагались магазины, а в верхних — квартиры и гостиницы. Проезд между зданиями был подарен городу и стал улицей Петровские Линии. В начале XX века значение Петровки, как торговой улицы, ещё более выросло — в 1898 году построен дом и магазин виноторговой фирмы Депре, в 1906 году Петровский пассаж, в 1908 году магазин «Мюр и Мерилиз», позднее преобразованный в ЦУМ. Известный писатель П. Д. Боборыкин, говоря о Петровке на стыке веков, писал: 
Вся часть Петровки до Петровских линий с Кузнецким и Столешниковым переулком переполнена модной торговлей иностранцев: это как бы московский Париж с прибавкой Вены, Берлина, Варшавы.

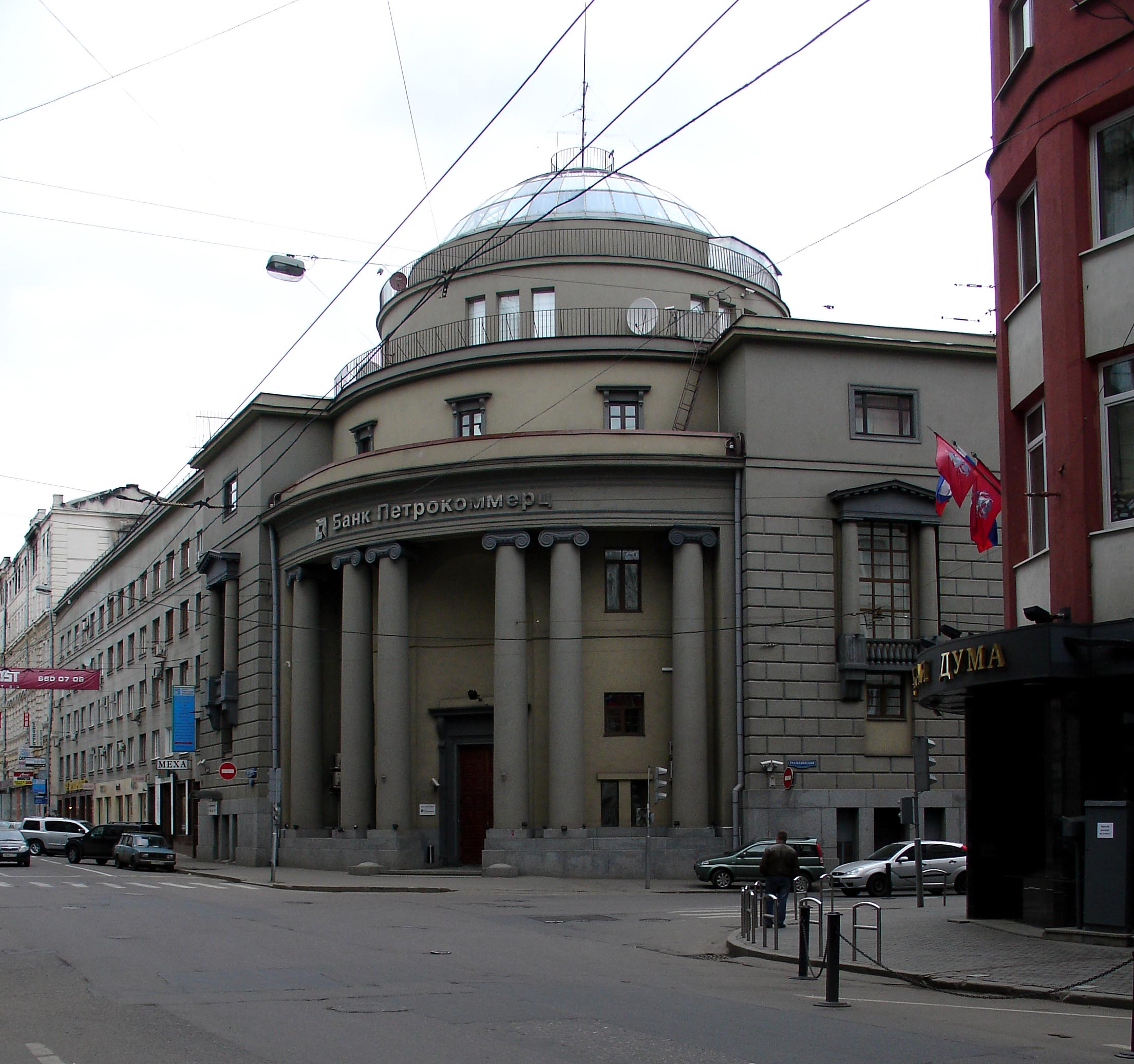
Дом № 24

В начале XX века на Петровке было возведено несколько доходных домов (№ 15, 17 и 19), а также, несколько выбивающееся из общего архитектурного стиля улицы, здание сберегательной кассы (№ 24).
Петровка упоминается в стихотворении В. В. Маяковского «Стабилизация быта»
| Люблю Кузнецкий |                       |
|                 | (простите грешного!), |

| потом Петровку, |                    |
|                 | потом Столешников; |

| по ним в году |                      |
|               | раз сто или двести я |

| хожу из «Известий» |                 |
|                    | и в «Известия». |

| С восторга бросив подсолнухи лузгать, |

| восторженно подняв бровки, |

| читает работница: |                  |
|                   | «Готовые блузки. |

| Последний крик Петровки». |

В 1930 году на оживлённом перекрёстке двух главных торговых улиц города — Петровки и Кузнецкого Моста — был установлен первый в Москве светофор.
В 1927 году была снесена церковь Рождества Богородицы в Столешниках, стоявшая на углу со Столешниковым переулком, а в 1948 году были разрушены все исторические здания с левой стороны улицы между Кузнецким Мостом и Столешниковым переулком (дома с № 5 по № 15), включая знаменитый дом Анненковой. Здесь намечалось строительство новых домов, которое так и не началось; в советский период здесь был устроен широкий тротуар перед домами второй линии, которые получили номера уничтоженных исторических зданий. В конце XX века здесь были построены здания отеля «Мариотт Аврора» и торговый центр «Берлинский дом».
В советское время на улице построено несколько административных зданий, в основном, довольно безликих. В 1970 году было возведено новое здание ЦУМа, в начале XXI века проведён ремонт и перестройка здания.

## Музеи

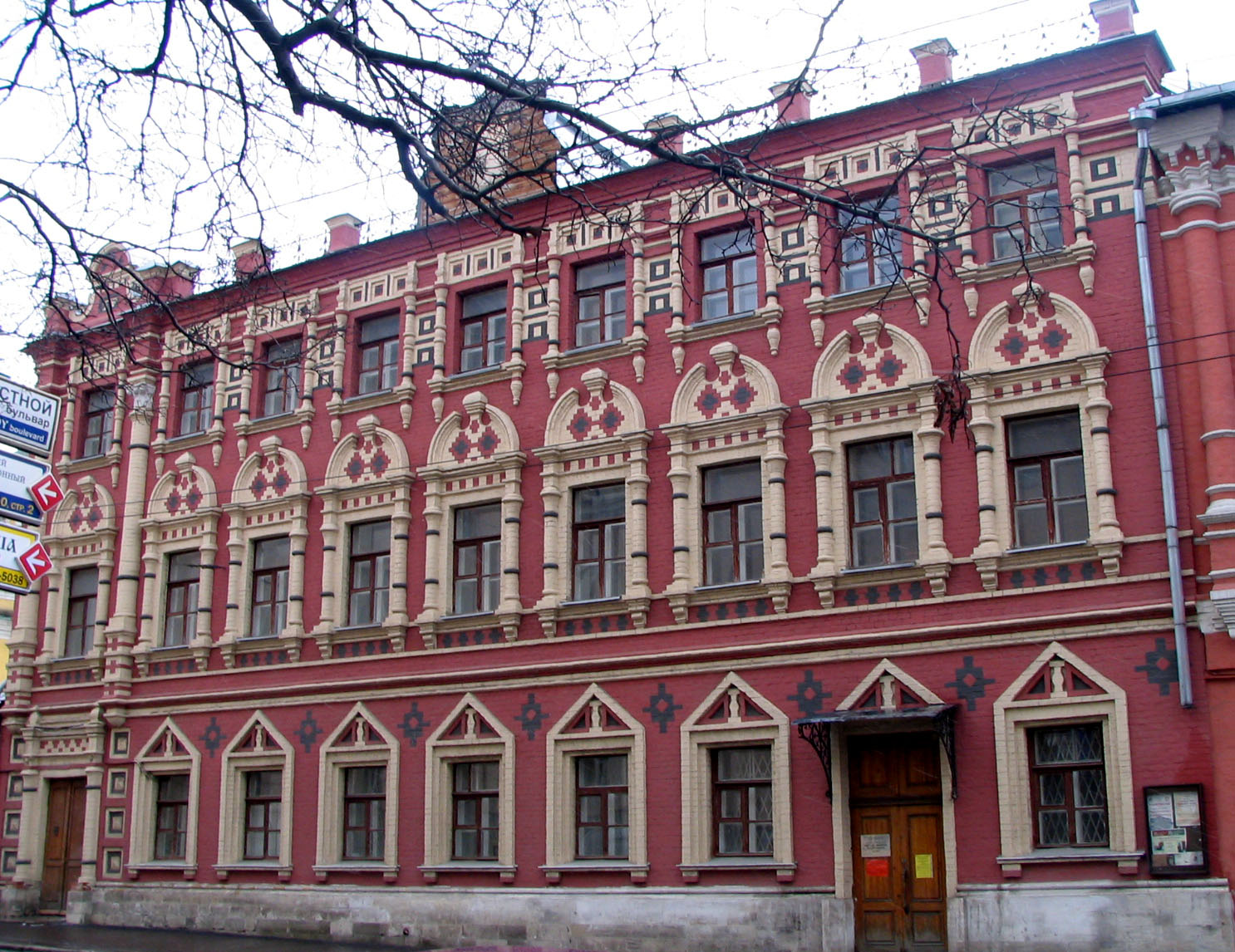
Нарышкинские палаты.

На Петровке располагается один государственный музей:
- Московский музей современного искусства — создан в 1999 году З. Церетели. Расположен в памятнике архитектуры конца XVIII века, особняке Губина. Рядом с музеем — скульптурная экспозиция под открытым небом.

## Наиболее примечательные здания

### Большой театр (№ 1)
Здание Большого театра выходит на Петровку боковым фасадом. В 1776 году князь П. В. Урусов начал строительство театра, названного по имени улицы Петровским. Однако театр Урусова сгорел ещё до своего открытия, и князь передал дела своему компаньону, английскому предпринимателю Майклу (Михаилу) Медоксу. Именно Медокс построил Большой Петровский театр, открытый в 1781 году и сгоревший в 1805 году. На его месте в 1821—1824 гг. по проекту архитектора О. И. Бове и профессора Императорской Академии художеств А. А. Михайлова было возведено современное здание театра, получившего имя «Большой». С 2005 по 2011 годы проведена масштабная реконструкция исторического здания театра.

### Здание ЦУМа (№ 2)

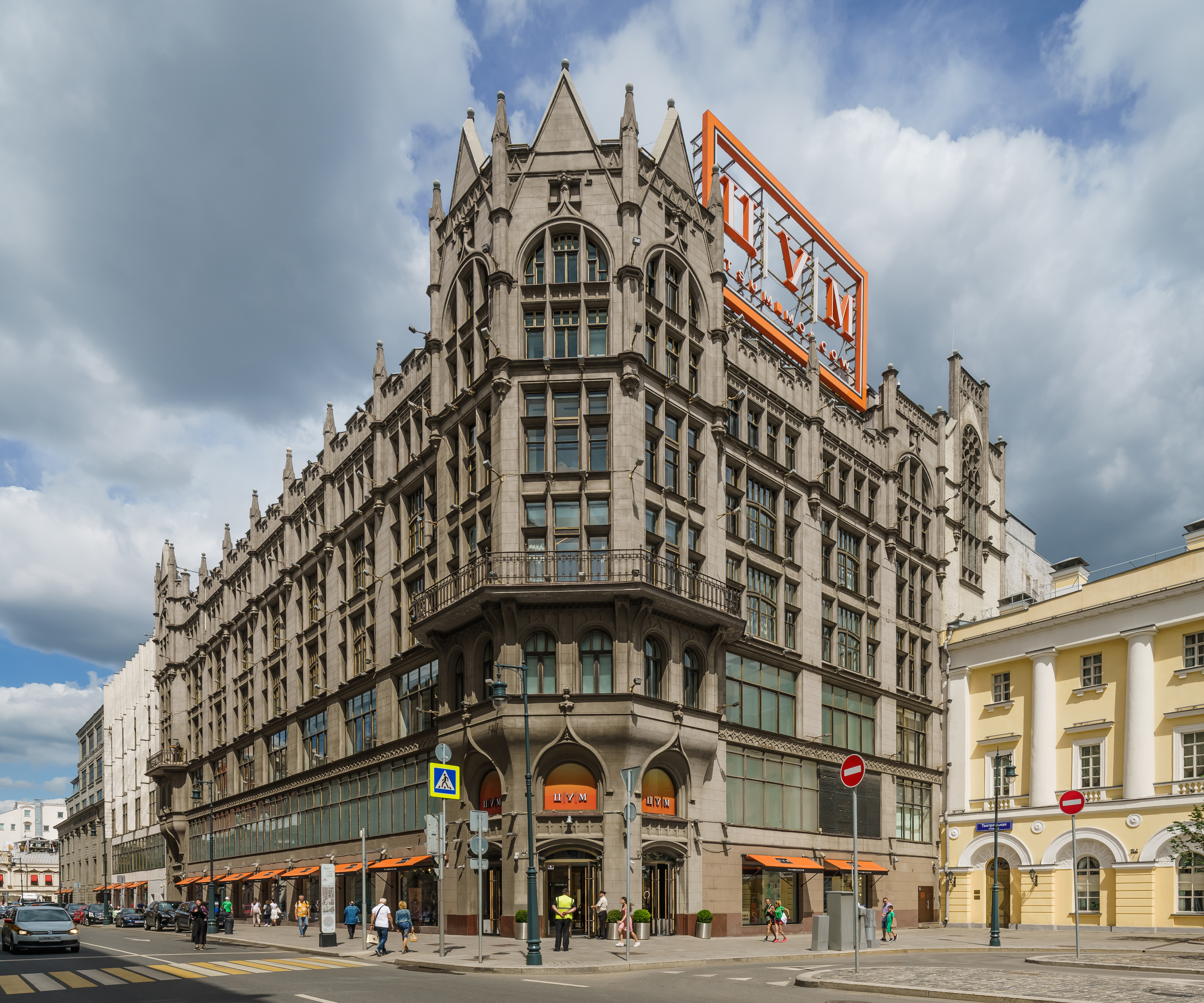
Здание ЦУМа. Здание справа — Малый театр.

В 1908 году здесь был построен большой магазин фирмы «Мюр и Мерилиз» по проекту Р. И. Клейна, после чего начало Петровки оказалось «зажатым» между двумя массивными сооружениями — Большим театром и ЦУМом. Стилистически здание из стекла и железобетона было решено в формах английской готики. Металлические конструкции для здания были выполнены по проекту инженера В. Г. Шухова. В здании действовали электрические лифты для покупателей — новинка для Москвы начала XX века. Новаторский облик здания, возведённого в историческом центре Москвы, вызвал споры среди современников. В советский период магазин «Мюр и Мерилиз» был преобразован в Центральный Универсальный магазин. В 1974 году к старому ЦУМу было пристроено новое здание. В конце 1990-х — начале 2000-х годов была проведена масштабная реконструкция и перестройка здания магазина.

### Дом Хомяковых (№ 3)
В XVIII веке здесь располагалось владение князей Щербатовых с деревянными хоромами, которое в конце века перешло к старинной дворянской семье Хомяковых и принадлежало им до 1918 года. Сохранившееся трёхэтажное здание построено около 1824 года, вероятно по проекту О. И. Бове. В доме жил поэт и философ А. С. Хомяков, один из основоположников славянофильства. Рядом с этим домом, на углу с Кузнецким Мостом, находилось другое деревянное строение, на месте которого в 1900 году был построен доходный дом Хомякова (архитектор И. А. Иванов-Шиц), надстроенный в 1930-х годах.

### Доходный дом И. И. Воронцовой — И. Г. Евдокимова — З. И. Шориной (№ 6/7/9)

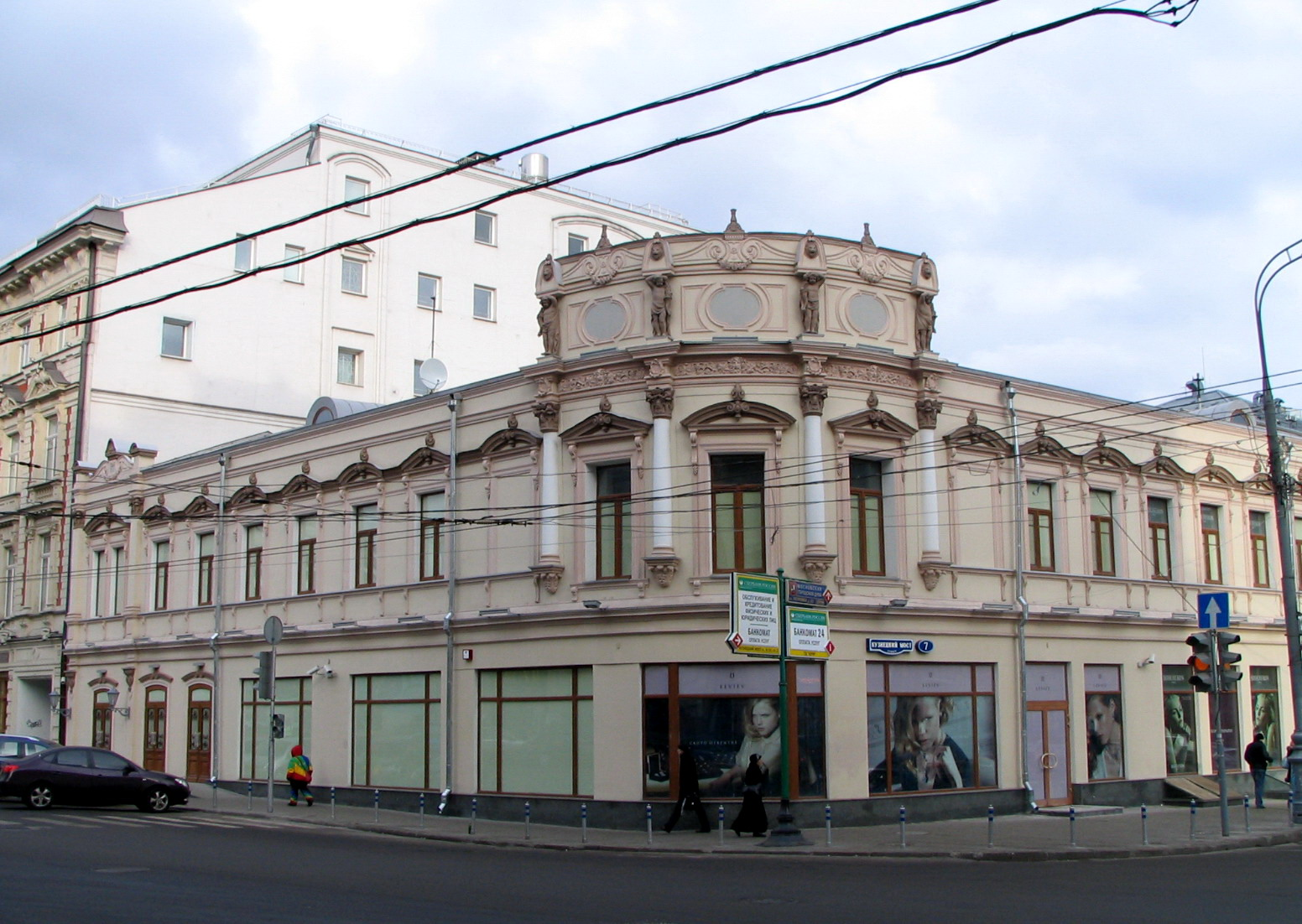
Дом № 6

Угловое здание на перекрёстке с Кузнецким Мостом. По данным историка Москвы П. В. Сытина построено в 1821 году на парапете бывшего моста через Неглинную, давшего название улице Кузнецкий Мост. Длительное время в нём располагалась гостиница «Лейпциг», впоследствии — «Россия». Остальную часть здания занимали дорогие и роскошные магазины, в том числе часовой магазин Павла Буре, магазин моды Лямина , Ювелирная мастерская К.Бок и другие. Здание неоднократно перестраивалось, характерную лепнину и оригинальный угловой аттик дом обрёл в 1850-х годах.

### Дом Депре (№ 8)

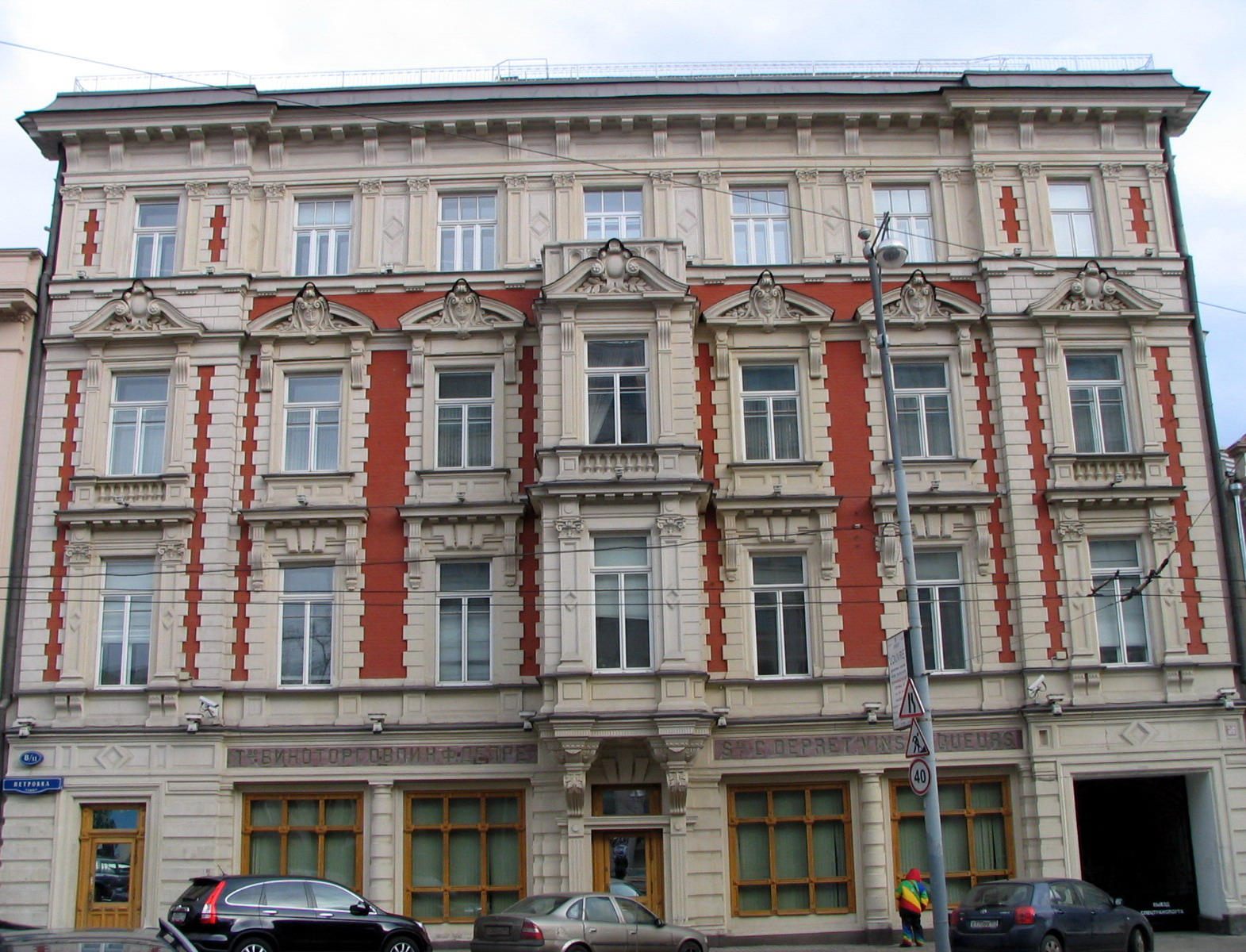
Дом Депре (№ 8)

Дом семьи Депре — французских виноторговцев. Сооружён в 1900 году по проекту архитектора Р. И. Клейна на месте более старого здания, принадлежавшего той же семье. Фирма была знаменита, «вино от Депре» пользовалось в Москве большой популярностью. 
Вино, разумеется, берется на Петровке, у Депре
 писал А. Герцен в книге «Былое и думы». Под зданием расположены обширные подвалы, использовавшиеся для хранения вина. Здание реставрировано в начале XXI века, в ходе реставрации восстановлена стилизованная под старину вывеска торгового дома Депре.

### Петровский пассаж (№ 10)
Здание известного московского магазина — Петровского пассажа, открытого в 1906 году на средства В. И. Фирсановой (в момент открытия получил название «Фирсановский пассаж»). Торговый пассаж проходит через квартал насквозь вплоть до Неглинной улицы. У входа в пассаж в 1921 году в стену был вмонтирован барельеф — фигура «Рабочий» скульптора М. Манизера. После Октябрьской революции пассаж кроме торговых начал выполнять и другие функции — здесь была развёрнута промышленная выставка, в 30-х годах XX века на второй линии пассажа располагался Дирижабльстрой, где проектировали дирижабли. С 1931 года главным консультантом бюро был знаменитый итальянский конструктор Умберто Нобиле. Именно в Петровском пассаже размещался аукционный зал, описанный в произведении Ильи Ильфа и Евгения Петрова «Двенадцать стульев» 
В Пассаж на Петровке, где помещался аукционный зал, концессионеры вбежали бодрые, как жеребцы.
В настоящее время Пассаж полностью восстановил своё торговое предназначение.

### Бывшая усадьба Воронцовых-Раевских (№ 12-16)
Усадьба, построенная в XVIII веке, принадлежала графу И. И. Воронцову, позднее — семье Раевских. Центральное здание многократно перестраивалось, последний раз — в 1951 году архитекторами П. П. Штеллером, В. В. Лебедевым и И. В. Шервудом для размещения в нём Министерства пищевой промышленности РСФСР . Фактически — это новое здание, стилизированное под классицизм. Боковые флигели перестроены в XIX веке В. П. Загорским. В настоящее время центральное здание отдано Генеральной прокуратуре Российской Федерации, в левом флигеле (№ 16) до 2015 года располагался Музей истории ГУЛАГа. Дом № 12, также входящий в состав архитектурного комплекса усадьбы Воронцовых-Раевских, до 2016 года занимал исторический факультет Высшей школы экономики.

### Доходный дом страхового общества «Якорь» на Петровке (№ 15)
Построен в 1905 году по проекту архитектора Оттон (Отто) фон Дессин

### Усадьба Кирьякова (№ 23)

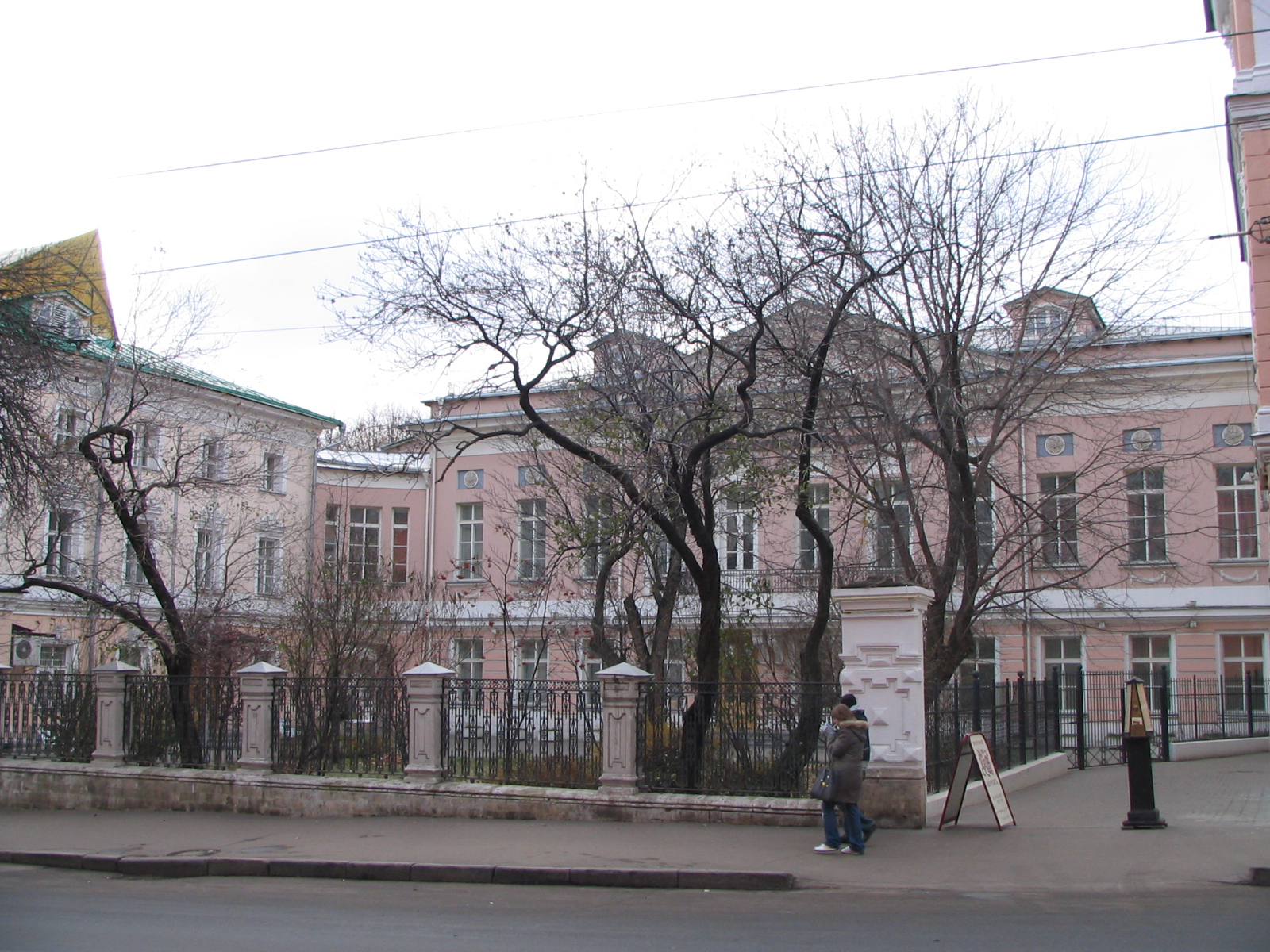
Усадьба Кирьякова

Подковообразная усадьба купца Кирьякова построена в конце XVIII века. Главный дом усадьбы построен учеником М. Ф. Казакова, позднее к нему пристроены боковые флигели. Купец Кирьяков был владельцем текстильной фабрики, состоял в родстве с купцом Губиным, владельцем соседнего здания. В 30—50-х гг. XIX в. усадьбой владел известный в Москве историк и коллекционер П. Ф. Карабанов, владелец роскошной коллекции антиквариата, размещавшейся в усадьбе. Усадьба многократно перестраивалась. В настоящее время принадлежит страховой компании правоохранительных органов.

### Городская усадьба Губина (№ 25)

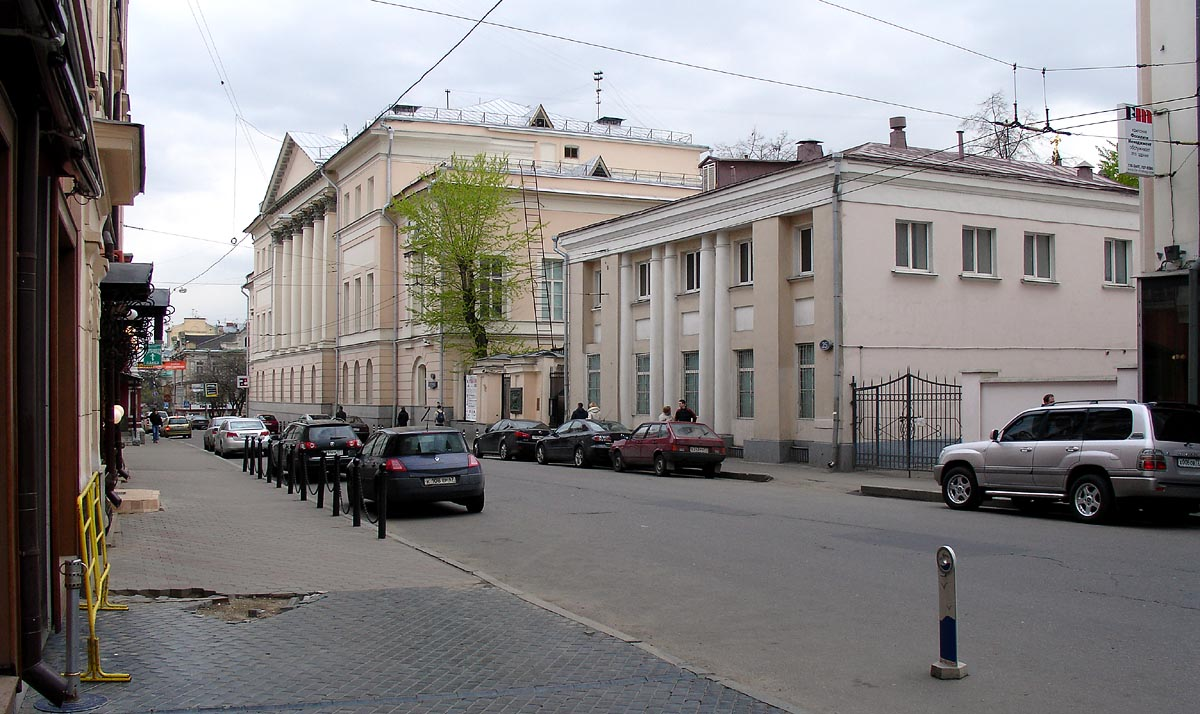
Дом Губина

Городская усадьба Губина — одна из главных достопримечательностей улицы. Здание построено М. Ф. Казаковым для уральского заводчика М. П. Губина и стало одним из лучших образцов московского классицизма. Массивное здание, трёхэтажное в центральной части и двухэтажное в боковых, при всей своей монументальности не доминирует над улицей. Фасад дома украшен классическим шестиколонным портиком под треугольным фронтоном. Согласно некоторым источникам, парадную анфиладу дома Казаков специально расположил позади дома, чтобы звуки пиров не раздражали монахов Петровского монастыря, расположенного напротив. В основе главного дома находятся палаты, построенные в середине XVIII века фабрикантом С. Н. Тетюшиным и, возможно, более ранние строения
В 1812 году здание пострадало от пожара, а в 1823—1828 годы восстановлено с росписью стен и потолков.
На территории владения был разбит сад с большим прудом, тянувшийся почти до Большой Дмитровки. Главное здание после восстановления снималось у потомков Губина под пансионы и училища. В 1871—1905 годах здесь размещался пансион Циммермана, затем мужская гимназия Ф. И. Креймана, где в числе многих других известных людей учились: историк Ю. В. Готье, филолог А. А. Шахматов и поэт В. Я. Брюсов, отчисленный за атеистические взгляды и перешедший в другую мужскую гимназию — Поливановскую. В 1920-х годах реставрацию дома осуществлял архитектор В. Д. Адамович.
В настоящее время в доме Губина располагается Московский музей современного искусства. В 1880-х годы на территории владения между садом и Петровским переулком построено роскошное кирпичное здание Театра Корша; ныне его занимает Государственный театр наций (Петровский пер., д. 3)
По адресу: Петровка, 25А, стр. 1 располагается Центральная поликлиника МВД № 1 (здание построено в 1933 году как жилой дом работников милиции по проекту архитекторов Н. И. Рождественского, Совкова, Е. Гребенщикова). В этом доме до своего ареста в 1937 году проживал первый начальник Соловецкого лагеря особого назначения и первый начальник ГУЛАГа Фёдор Эйхманс.

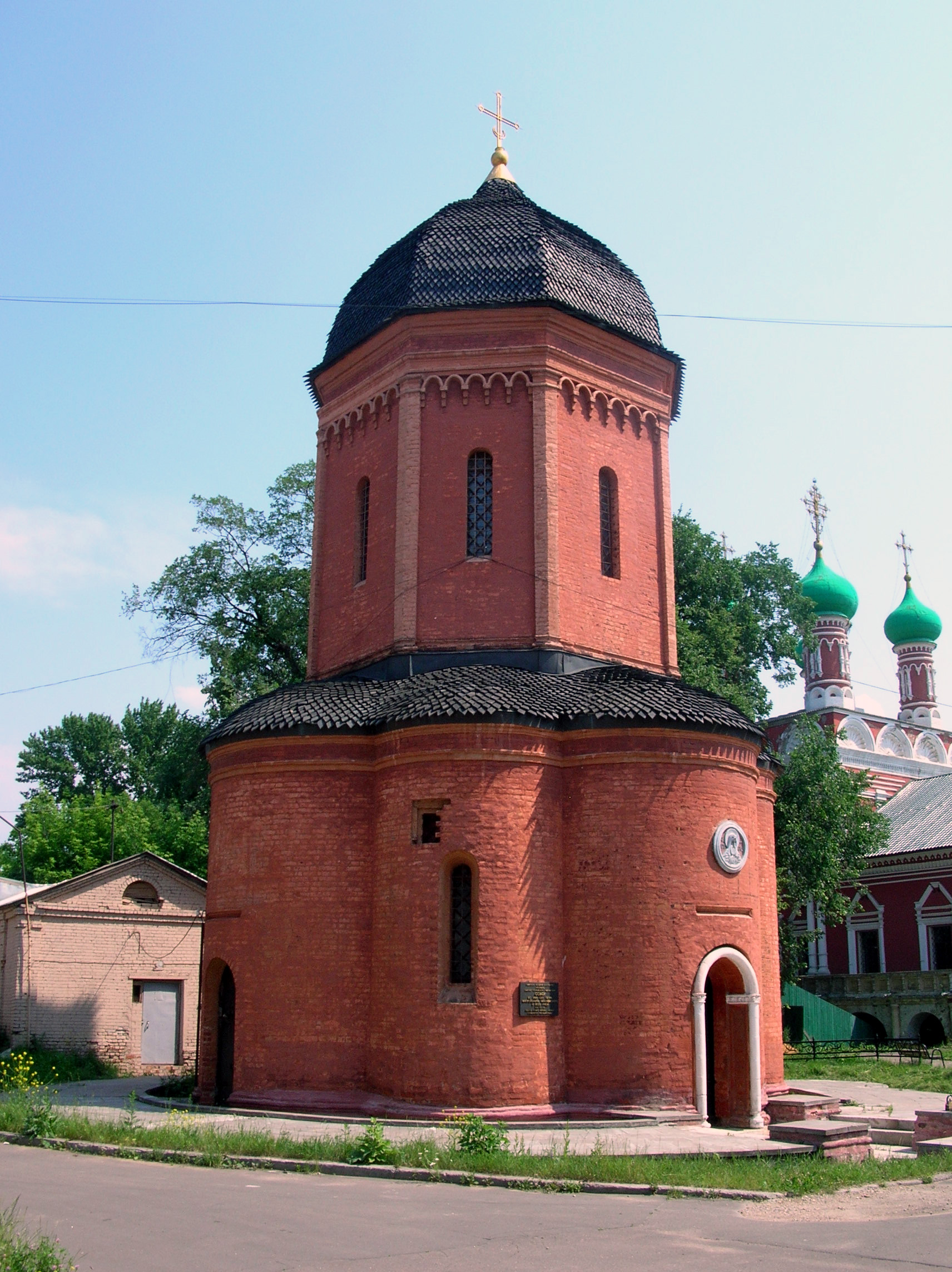
Храм святителя Петра Митрополита в Высокопетровском монастыре

### Высоко-Петровский монастырь (№ 28)
Территория бывшего мужского Высоко-Петровского монастыря занимает целый квартал. Первое упоминание о нём датируется 1377 годом. Монастырь был закрыт в 1922 году; в 1990-х годах в трапезной церкви возобновлены богослужения. В настоятельском корпусе сейчас размещается Отдел религиозного образования и катехизации Московского патриархата. Часть монастырского ансамбля составляют Нарышкинские палаты, где в период 1971—2014 гг. размещались выставочные залы Государственного Литературного музея. Наиболее примечательны Собор святителя Петра, митрополита Московского (1514 год, обновлён в 1686 году), Собор Боголюбской иконы Божией Матери с усыпальницей Нарышкиных (1684), Церковь преподобного Сергия Радонежского (1702), Надвратная церковь Покрова Пресвятой Богородицы (1696).

### Ново-Екатерининская больница (№ 15/29)

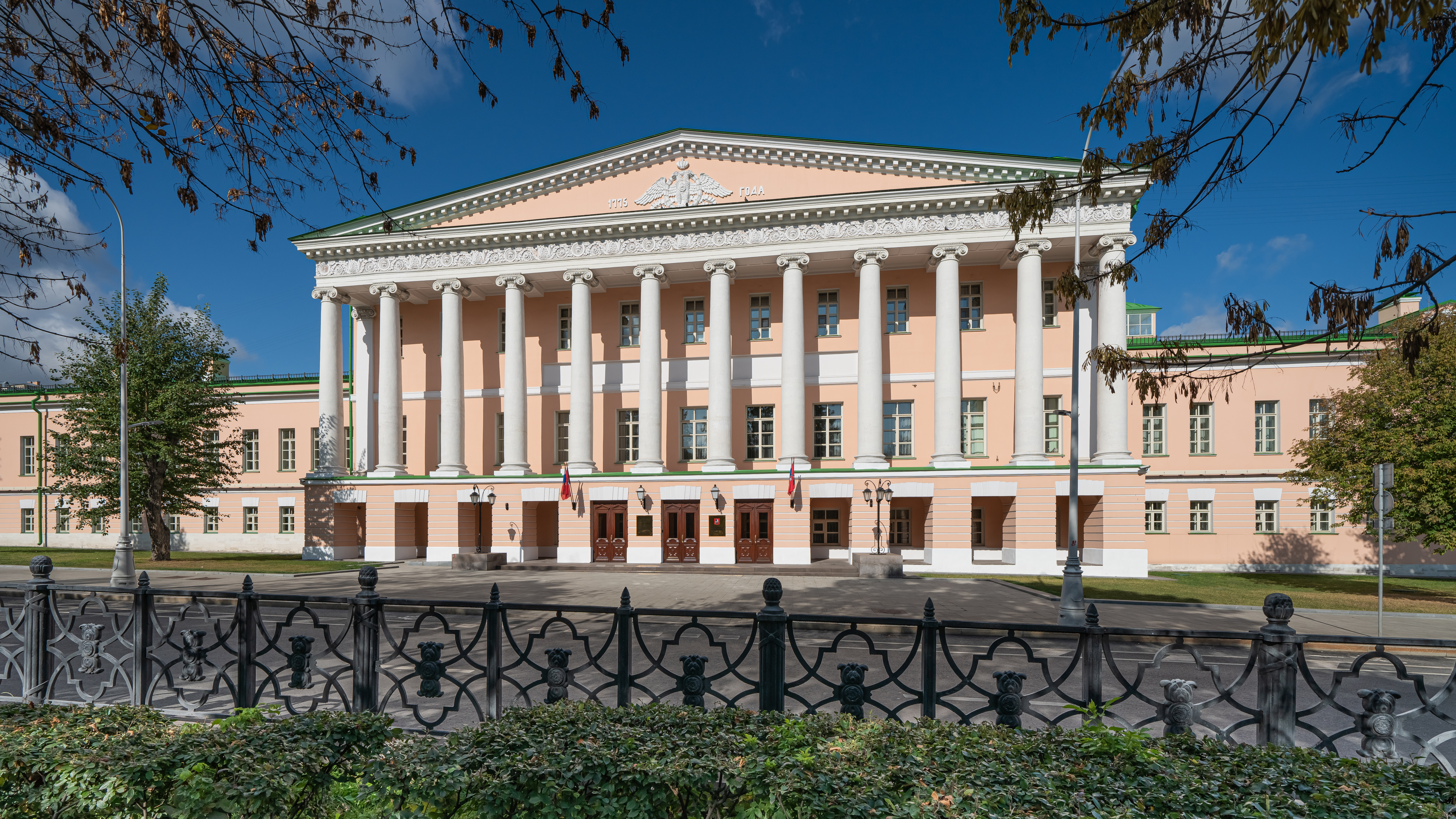
Ново-Екатерининская больница

В 1776 году по проекту М. Ф. Казакова на углу Петровки и Страстного бульвара была построена усадьба князя С. В. Гагарина. Здание принадлежит к числу шедевров классицизма, его мощный двенадцатиколонный портик один из самых больших в Москве. В 1802—1812 годах в нём располагался «Английский клуб». Во время наполеоновской оккупации Москвы в этом доме расположился штаб Главного интенданта армии, находившийся при нём Стендаль отозвался о здании: 
В Париже нет ни одного клуба, который мог бы с ним сравниться.
 Дом сгорел в московском пожаре 1812 года. Восстановительные работы, которыми руководил О. И. Бове, начались лишь в 1826 году. В 1833 году в здании открылась больница, названная Ново-Екатерининской. В больнице работали Ф. И. Иноземцев, А. В. Мартынов и многие другие видные доктора. На территории владения находится храм во имя Святого Благородного князя Александра Невского (строение 9; перестроено в 1872—1876 годах архитектором А. А. Никифоровым). В настоящее время комплекс больницы реконструируется под размещение Мосгордумы, при этом в январе 2013 года были снесены исторические корпуса больницы (д. 15/29, стр. 4, 8), а в охранной зоне памятника начато строительство нового здания площадью более 18 тысяч квадратных метров.

### Здание ГУ МВД России по г. Москве (№ 38)

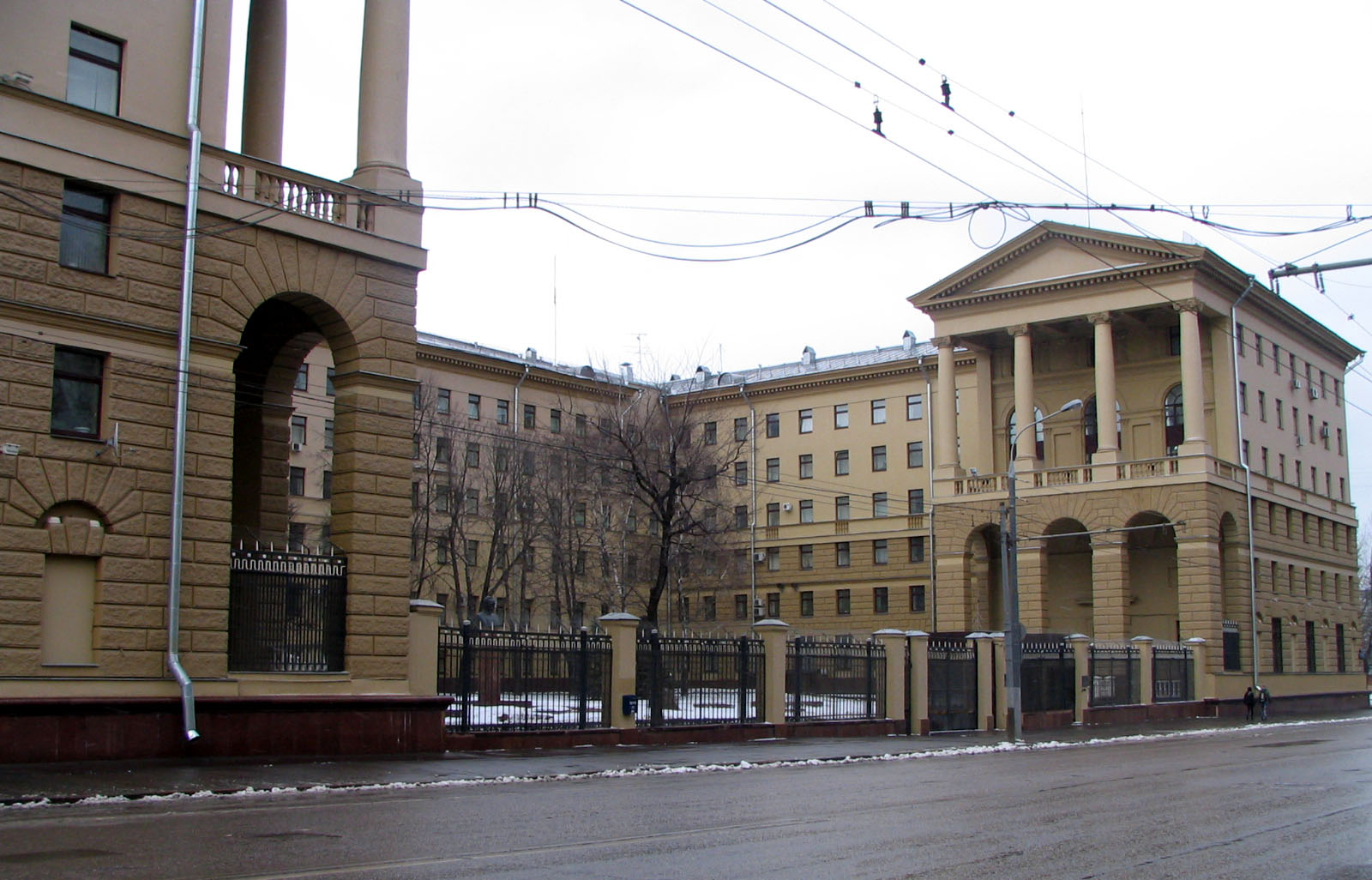
Петровка, 38. Здание ГУВД

Расположенное уже за Петровскими Воротами владение принадлежало с XVIII века князьям Щербатовым. В начале XIX века усадьба представляла собой двухэтажное здание с боковыми флигелями. Вскоре после Отечественной войны 1812 года усадьба была приобретена военным ведомством и перестроена в двухэтажные казармы. Во второй половине XIX — начале XX веков в «Петровских казармах» размещался Московский жандармский дивизион — строевая часть Отдельного корпуса жандармов, подчинённая начальнику Московского губернского жандармского управления.
После 1917 года дом стал принадлежать московской милиции. Здесь находился МУР, а в настоящее время — Главное управление МВД России по городу Москве. В 1952—1958 годах здание было надстроено по проекту архитектора Б. С. Мезенцева.
Словосочетание «Петровка, 38» стало нарицательным как обозначение Уголовного розыска. В 1963 году писатель Юлиан Семёнов написал роман «Петровка, 38», открывший цикл его детективных книг о работе милиции. В 1980 году цикл был экранизирован.
В 1977 году во дворе был открыт памятник Ф. Э. Дзержинскому (скульптор А. А. Бичуков). Демонтирован 20 августа 1991 года; возвращён на место 8 ноября 2005 года.

### Прочие
Также представляют исторический и архитектурный интерес:
- № 15. Здание Страхового общества «Якорь». Построено в 1902 году (архитекторы: Э. М. Розен, О. В. фон Дессин[28][29]). Кроме общества в нём располагалась гостиница «Марсель», выставочный зал, редакции нескольких газет, а в 1904 году открыт один из первых в Москве кинотеатров — «Таумотограф». В доме жили артист оперетты Григорий Ярон[30], литератор Н. М. Ченцов[31].

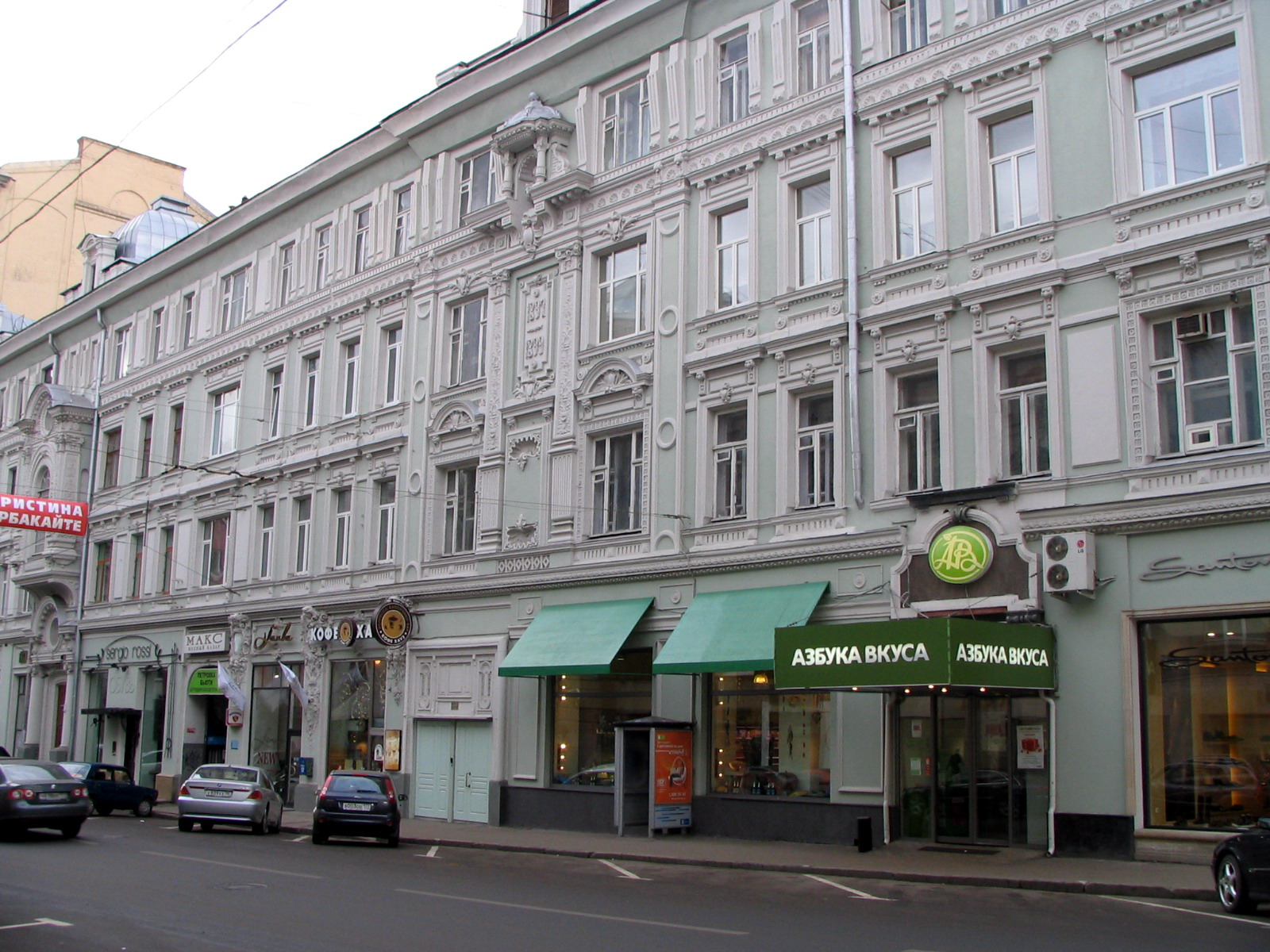
Дом № 19

- № 17. В середине XVIII века здесь располагалось владение Бутурлиных, а затем — владение князя Голицына. Здание многократно перестраивалось (1894, арх. И. Г. Кондратенко), а затем было снесено. В нём в начале XX века располагался первый в Москве специализированный магазин молочной продукции, принадлежавший предпринимателю А. В. Чичкину. Существующее здание (монументальный неоклассический доходный дом О. и В. Смирновых) построено в 1913 году (архитектор Г. А. Гельрих); в нём долгое время располагалось издательство «Московский рабочий». В начале XXI века здание было реставрировано.
- № 18—20. Построенные в 1874 году два огромных здания «Товарищества Петровских торговых линий в Москве» выходили фасадами на проложенный перпендикулярно к Петровке переулок, названный Петровскими Линиями. Нижние этажи сдавались под магазины, выше располагались квартиры и гостиничные номера. Гостиница в доме № 18 (перестроен в 1897 году по проекту архитектора К. К. Гиппиуса) просуществовала до нашего времени, неоднократно меняя имя — «Ампир», «Аврора» и, наконец, «Будапешт». В доме № 20 в 1878—1883 гг. жила С. В. Ковалевская.
- № 19. Доходный дом М. И. Коровина с хозяйственными постройками возведён в 1899 году (архитектор И. Г. Кондратенко). Здесь жил инженер и архитектор В. Г. Залесский. В надворном корпусе в 1903—1904 годах жил А. П. Чехов[14].
- № 21. Купеческий особняк с причудливым фасадом, построенный в 1870-х годах[14]. Многократно перестроен впоследствии.
- № 22. В XVIII веке здесь располагался дом князя И. Г. Гагарина. В XIX веке дом несколько раз переходил от одного владельца к другому. В конце 1920-х годов постройки были снесены, а на их месте в 1929 году по проекту архитектора П. Н. Кучнистова построен дом кооператива «Жир-кость»[32]. В настоящее время в нём располагается Московская городская Дума. C рождения до 20-летнего возраста в этом доме жил знаменитый артист Андрей Миронов и его родители М. В. Миронова и А. С. Менакер. В 1990 году на доме была открыта мемориальная доска в память об артисте (скульптор Ю. Г. Орехов, архитектор С. П. Хаджибаронов)[33].
- № 24. Массивное здание с угловой ионической колоннадой построено в начале 20-х годов XX века по проекту И. А. Иванова-Шица. Строилось для сберегательной кассы, однако позднее в нём разместился Центральный институт труда[14]. Своё банковское предназначение здание исполнило лишь в 90-х годах XX века — в нём размещался банк «Петрокоммерц». С 2020 года в здании размещается научно-практический центр радиологии и телемедицинских технологий.
- № 27/14. В 1920-х годах здесь жил архитектор К. С. Мельников. В это время он разработал проекты клубов имени И. В. Русакова, завода «Каучук», фабрики «Буревестник», Бахметьевский гараж, Гараж на Новорязанской улице, а также проект собственного дома, построенного в Кривоарбатском переулке. В 1930 году здание, стоящее ныне под номером 27/14, было перестроено.
- № 30/7 — Здание гостиницы с магазинами, 1805 г., арх. В. П. Стасов (?), 1840 г., 1874 г., арх. М. К. Геппенер, 1900 г. арх. А. Е. Вебер. В 1930-е—1940-е годы в доме жил химик Юрий Юрьев[34].

Не сохранились:
- № 5 — Дом Анненковых — старинное дворянское владение, в начале XIX века принадлежавшее А. И. Анненковой, матери декабриста И. А. Анненкова. Владелица дома отличалась чудачеством, быт её дома описан в записках француженки Полины Гебль, её невестки, жены декабриста. В 1830-е годы здание было перестроено под гостиницу, называвшуюся сначала «Франция», затем «Тонини». Здание ещё несколько раз меняло своё предназначение, а в 1920 году здесь разместилась редакция Большой советской энциклопедии, возглавляемая О. Ю. Шмидтом. В 1946 году в ходе реконструкции Петровки здание было снесено, а на его месте по проекту ландшафтного архитектора М. П. Коржева был разбит сквер, где в течение 4-х десятилетий находилось популярное кафе «Дружба»[35][36]. В настоящее время дом № 5 — современное здание, в котором располагается торговый комплекс «Берлинский дом».
- Церковь Рождества Пресвятой Богородицы в Столешниках. Церковь находилась на углу со Столешниковом переулком. Построена в 1620 году, разобрана в 1927 году. Перед сносом в здании церкви работала пивная. На освободившимся после сноса церкви участке в 1930-е годы было построено уличное кафе «Красный мак». В настоящее время на месте церкви находится часовня Рождества[37].

## Современность

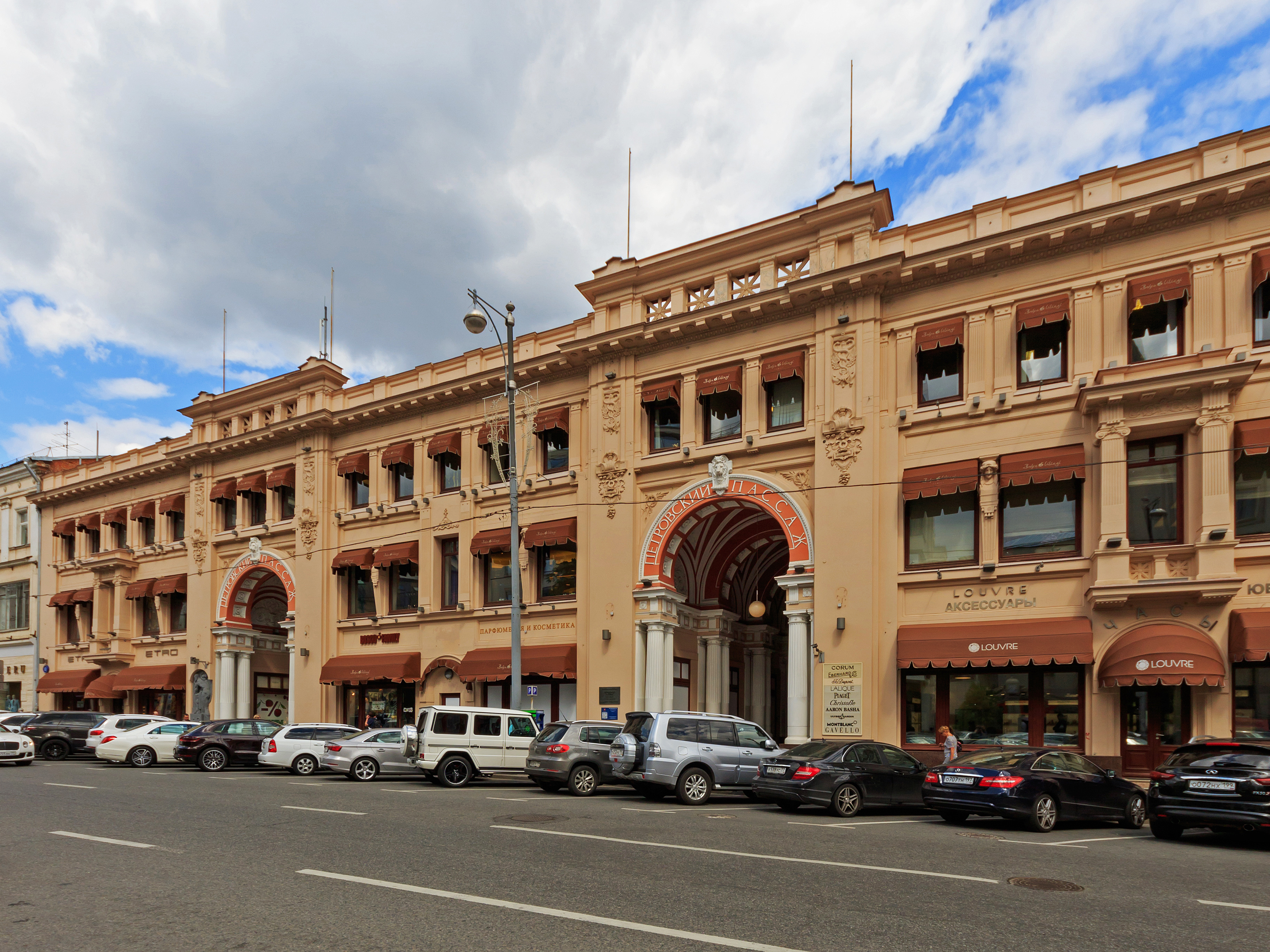
Петровский пассаж (№ 10)

Современная Петровка продолжает исторические традиции торговой улицы с большим количеством магазинов и гостиниц. Здесь находится ряд торговых центров — описанные выше ЦУМ, Петровский пассаж и «Берлинский дом» (№ 5) — и дорогих бутиков (дома № 6, 11, 15, 19, 26). Из многочисленных некогда гостиниц Петровки до наших дней сохранился лишь «Будапешт» (№ 18). В 1998 году на Петровке открыл двери один из новых дорогих московских отелей «Марриотт Ройал Аврора» (№ 11).
В 1990-е— 2000-е годы множество зданий на Петровке было отреставрировано. Проведена капитальная реконструкция ЦУМа, реставрированы усадьба Кирьякова, гостиница «Будапешт», дома № 6 и № 19; продолжаются работы в главном здании Большого театра.
25 июля 1995 года на площади Петровские Ворота был открыт памятник В. Высоцкому (скульптор Г. Распопов). В 1997 году на месте снесённой церкви Рождества Богородицы построена небольшая часовня, освящённая к 850-летию Москвы.

## Транспорт

### Автомобильное движение
На участке от Театральной площади до Петровских Ворот Петровка имеет одностороннее движение с тремя полосами для автомобильного движения от Бульварного кольца к Театральной площади. На участке от Петровских ворот до Каретного ряда — двустороннее. На Петровке установлено 4 светофора (на перекрёстках с Театральным проездом, рядом с Большим театром, с Кузнецким Мостом и на площади Петровские ворота). На перекрёстке с Театральным проездом возможен поворот только в сторону Лубянской площади (движение по Кремлёвскому кольцу от Боровицкой площади до Славянской площади происходит по часовой стрелке).

### Метрополитен
В непосредственной близости от начала улицы находятся станции метро «Кузнецкий Мост», «Театральная», «Лубянка», «Охотный Ряд» и «Площадь Революции». Ближе к концу улицы — «Тверская», «Чеховская», «Пушкинская», «Цветной бульвар», «Трубная».

### Наземный общественный транспорт
По отрезку улицы Петровка от Петровских Ворот до Каретного Ряда ходит автобус № с511, делая одну остановку: «Петровские Ворота» (остановка из центра; расположена рядом с домом № 34, строение 1 по Петровке).
От Рахмановского переулка до Театрального проезда ходят автобусы № 538 (только к метро «Китай-город»), н6.

## Кинохроника
Сохранился эпизод «Торговля табаком на Петровке» из кинохроники Дзиги Вертова «Кино-неделя» № 5 (июль 1918 года).

### Комментарии
1. ↑  Взят дом № 2
2. ↑  Взят дом № 38

### Использованная литература и источники
1. ↑  г. Москва. Почтовые индексы России. Дата обращения: 3 июля 2013. Архивировано 5 июля 2013 года.
2. ↑  Петровка, улица. Московский индекс. Дата обращения: 24 мая 2014. Архивировано 25 мая 2014 года.
3. 1 2 3  Улицы Москвы. Старые и новые названия. Топонимический словарь-справочник / Отв. ред. Е. М. Поспелов. — М.: Издательский центр «Наука, техника, образование», 2003. — С. 225. — 336 с. — 5000 экз. — ISBN 5-9900013-1-2.
4. ↑  улица Петровка. Портал «Наш город». Дата обращения: 28 октября 2013. Архивировано 2 декабря 2020 года.
5. 1 2 3 4 5 6 7  Петровка // Энциклопедия «Москва» / Под ред. С. О. Шмидта. — М.: Большая Российская энциклопедия, 1997. — 976 с.
6. ↑  Федосюк Ю. А. Петровка. // Москва в кольце Садовых. — 2-е. — М., 1991.
7. ↑  Каталог музеев России. Улица Петровка. museum.ru. Дата обращения: 28 октября 2013. Архивировано 18 июля 2014 года.
8. 1 2  Ларичев Егор. Империя получила Большой // Московское наследие : журнал. — М.: Департамент культурного наследия города Москвы, 2011. — № 16. — С. 3—5.
9. ↑  Москва. Архитектурный путеводитель / Бусева-Давыдова И. Л., Нащокина М. В., Астафьева-Длугач М. И.. — М.: Стройиздат, 1997. — 512 с. — ISBN 5-274-01624-3.
10. ↑  Реконструкция на официальном сайте Большого театра. Дата обращения: 10 февраля 2014. Архивировано 31 октября 2012 года.
11. ↑  Московские строители сдали в эксплуатацию Большой театр. ИТАР-ТАСС (1 октября 2011). Дата обращения: 10 февраля 2014. Архивировано из оригинала 21 июля 2013 года.
12. ↑  Клейн Роман Иванович // Энциклопедический словарь. — 2009.
13. 1 2 3  ЦУМ. Путеводитель по Москве Intomoscow.ru. Дата обращения: 14 февраля 2014. Архивировано из оригинала 22 февраля 2014 года.
14. 1 2 3 4 5 6 7  Федосюк Ю. А. Петровка. — М.: Издательство «Московский рабочий», 1983. — С. 162—169.
15. ↑  Сытин П. В. Из истории московских улиц. Очерки. — Издание третье. — М.: Московский рабочий, 1958.
16. ↑  Москва: Архитектурный путеводитель. — М.: Стройиздат, 1997. — С. 114. — 512 с. — ISBN 5-274-01624-3.
17. ↑  ...здание по улице Петровке, 15 выстраивают в 1905 году для страхового общества «Якорь». Проект разработал архитектор Оттон (Отто) фон Дессин. Дата обращения: 17 ноября 2019. Архивировано 17 ноября 2019 года.
18. 1 2  Сайт «Москва Казакова» Юлии Лабунской. Дата обращения: 10 января 2008. Архивировано из оригинала 2 ноября 2008 года.
19. ↑  М. Полякова. Три Петровки.
20. ↑  Белый город / Макаревич Г. В., Альтшуллер Б. Г., Балдин В. И., Богданов В. В., Давид Л. А., Добровольская Э. Д. и др.. — М.: Искусство, 1989. — С. 189. — 380 с. — 50 000 экз.
21. ↑  Москва: Архитектурный путеводитель / И. Л. Бусева-Давыдова, М. В. Нащокина, М. И. Астафьева-Длугач. — М.: Стройиздат, 1997. — С. 117. — 512 с. — ISBN 5-274-01624-3.
22. ↑  Литературный музей переехал из Высоко-Петровского монастыря. РИА Новости (29 декабря 2014). Дата обращения: 11 января 2020. Архивировано 11 января 2020 года.
23. ↑  Собор Петра Митрополита в Высокопетровском монастыре. Сайт «Храмы России». Дата обращения: 22 января 2014. Архивировано 2 февраля 2014 года.
24. ↑  Городская клиническая больница № 24. Департамент здравоохранения города Москвы. Дата обращения: 27 января 2014. Архивировано из оригинала 14 октября 2013 года.
25. ↑  Исторические корпуса Ново-Екатерининской больницы были снесены без разрешения: "Архнадзор". Regnum (18 января 2013). Дата обращения: 11 сентября 2013. Архивировано 3 сентября 2013 года.
26. ↑  Константин Михайлов. Стройка парламентаризма. Газета.Ru (28 ноября 2013). Дата обращения: 16 декабря 2013. Архивировано 16 декабря 2013 года.
27. ↑  Краткая историческая справка о здании Петровка 38. Дата обращения: 16 января 2008. Архивировано из оригинала 22 декабря 2007 года.
28. ↑  Реестр памятников истории и культуры. Официальный сайт «Москомнаследия». Дата обращения: 14 марта 2010. Архивировано из оригинала 1 февраля 2012 года.
29. ↑  Нащокина М. В. Московский модерн. — 2-е изд. — М.: Жираф, 2005. — С. 310. — 560 с. — 2500 экз. — ISBN 5-89832-042-3.
30. ↑  Ярон Григорий Маркович. Лица Москвы. Московская энциклопедия. Дата обращения: 9 марта 2015. Архивировано из оригинала 2 июля 2015 года.
31. ↑  Ченцов Николай Михайлович. Лица Москвы. Московская энциклопедия. Дата обращения: 10 марта 2015. Архивировано из оригинала 4 марта 2016 года.
32. ↑  Москва: Архитектурный путеводитель / И. Л. Бусева-Давыдова, М. В. Нащокина, М. И. Астафьева-Длугач. — М.: Стройиздат, 1997. — С. 115. — 512 с. — ISBN 5-274-01624-3.
33. ↑  Миронов Андрей Александрович. Лица Москвы. Московская энциклопедия. Дата обращения: 16 марта 2015. Архивировано из оригинала 7 марта 2016 года.
34. ↑  Юрьев Юрий Константинович. Лица Москвы. Московская энциклопедия. Дата обращения: 9 марта 2015. Архивировано из оригинала 4 марта 2016 года.
35. ↑  Коржев Михаил Петрович Архивная копия от 15 апреля 2009 на Wayback Machine Статья на сайте gardener.ru
36. ↑  Кузнецкий мост // Москва: Энциклопедия / гл. ред. С. О. Шмидт; сост.: М. И. Андреев, В. М. Карев. — М. : Большая российская энциклопедия, 1997. — 976 с. — 100 000 экз. — ISBN 5-85270-277-3.
37. ↑  Архитектура Москвы 1933—1941 гг / Автор-сост. Н. Н. Броновицкая. — М.: Искусство—XXI век, 2015. — С. 75. — 320 с. — (Памятники архитектуры Москвы). — 2500 экз. — ISBN 978-5-98051-121-0.
38. ↑  Торговый ряд. Петровка. Комсомольская правда (18 марта 2005). Дата обращения: 27 января 2014. Архивировано 7 марта 2016 года.
39. ↑  Гостиница Марриотт Роял Аврора Москва. ibooked.ru. Дата обращения: 4 июня 2014. Архивировано 7 июня 2014 года.
40. ↑  Памятник Владимиру Высоцкому. moscow.org. Дата обращения: 4 июня 2014. Архивировано 6 июня 2014 года.
41. ↑  Владимир Высоцкий. «Прогулки по Москве». Дата обращения: 4 июня 2014. Архивировано из оригинала 6 июня 2014 года.
42. ↑  Как добраться. Официальный сайт Большого театра. Дата обращения: 4 июня 2014. Архивировано 25 июня 2014 года.
43. 1 2  Петровка на [[Яндекс.Карты|Яндекс.Картах]]. Яндекс. Дата обращения: 4 июня 2014. Архивировано 12 марта 2016 года.
44. 1 2  Авто алтас Москвы. — Минск: АГТ Геоцентр, согласовано с Росреестром, 2014.
45. ↑  Схема проезда к «ЦУМ» (Петровка, 2). SPR. Справочник предприятий
Москвы и Московской области. Дата обращения: 22 января 2014. Архивировано 2 февраля 2014 года.
46. ↑  Дзига Вертов. Петровка в начале 20 века. Кинохроника 1918 года. Путешествие во времени (20 мая 2013). Дата обращения: 10 октября 2018. Архивировано 25 марта 2018 года.